# وادي الخرار
وادي الخرار هو واد يقع على الضفة الشرقة لنهر الأردن غربي قرية الكفرين. يُعتقد أن السيد المسيح تعمد فيه على يد يوحنا المعمدان. وقد ورد ذكر لهذا المكان في خريطة الفسيفساء الكبرى الموجودة في مأدبا، حيث ورد ذكره تحت اسم آنون سفاسفس (باللاتينية: Ainon-Saphsaphas). بالقرب منه توجد التلة التي صعد منها النبي إيليا إلى السماء.